# 小菅集落 (飯山市)
小菅集落（こすげしゅうらく）は、長野県飯山市大字瑞穂にある集落（小菅地区）で、古くは小菅郷・小菅荘と呼ばれ、近代の住所区分は小菅村、近年では小菅の里を自称し、小菅神社がある小菅山および近隣の神戸地区・関沢地区・針田地区と合わせ「小菅の里及び小菅山の文化的景観」の名称で文化財保護法による重要文化的景観に選定されており、現在60世帯153人が暮らしている。

## 概要
文化庁が示す重文景選定基準の内、（3）用材林・防災林などの森林の利用に関する景観地、（5）ため池・水路・港などの水の利用に関する景観地、（8）垣根・屋敷林などの居住に関する景観地が適用されている。
集落は小菅神社へ至る一直線の参道（地元では街道が音訛した「カイド」と呼ぶ）左右に広がる。集落入口付近が標高470m程で始まり、集落が終わる500m先では標高540mに至る勾配率14％の斜面地形になるため、家屋配置は段丘状になり、段差毎に小菅山で産出する安山岩を用いた石積み（石垣）を構築する。
集落へは山からの湧水を引き込み、「カワ」（または「タネ」）と呼ぶ貯水池を設けて洗い物や融雪などに利用している。また、北竜湖から用水を引き、集落周辺の水田・畑地の灌漑に利用している。こうした水路の維持管理は現在でも集落共同体内で運営されており、これを「オテンマ」という。

## 小菅の風景

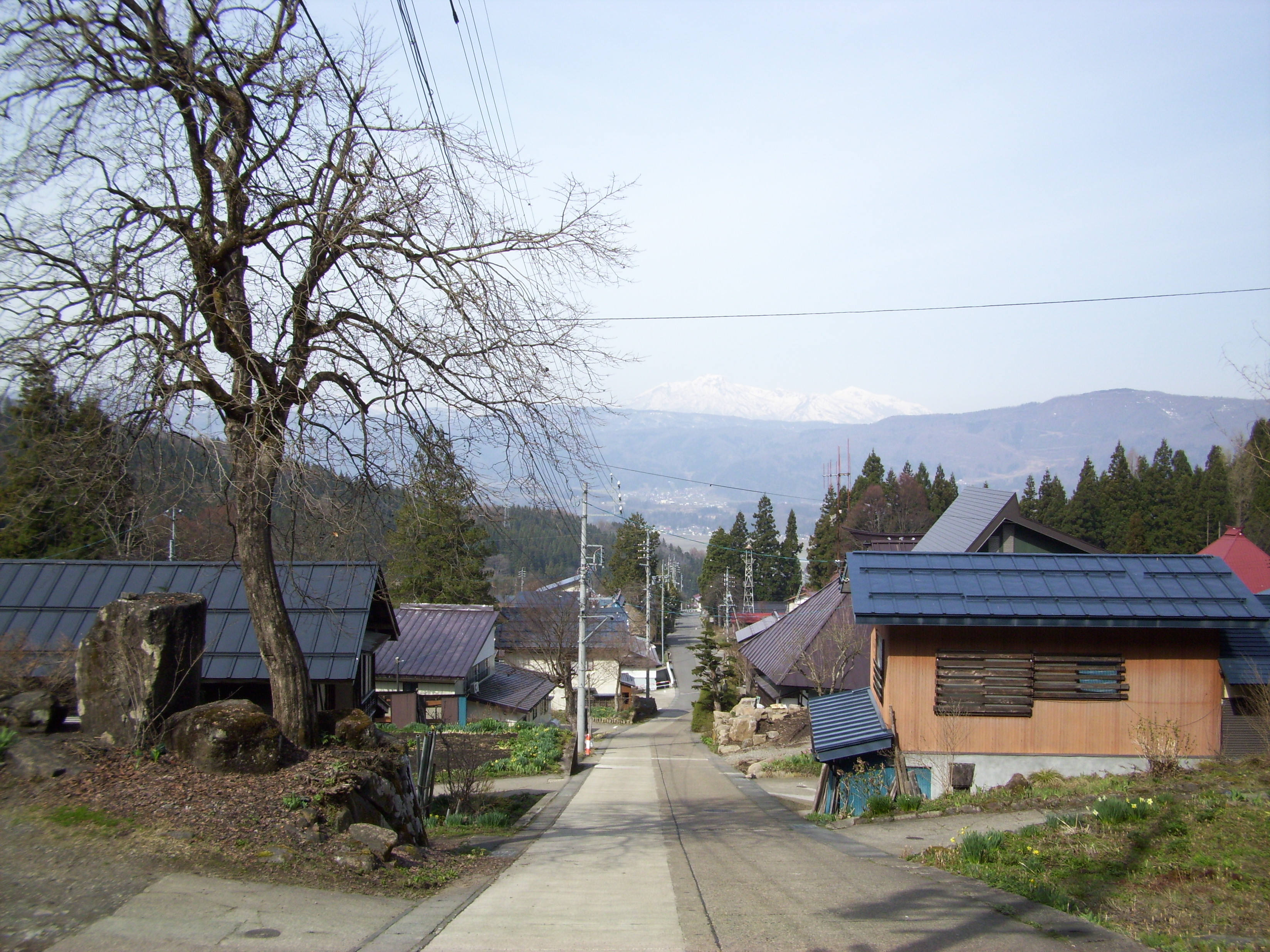
小菅神社三の鳥居より集落を見下ろす
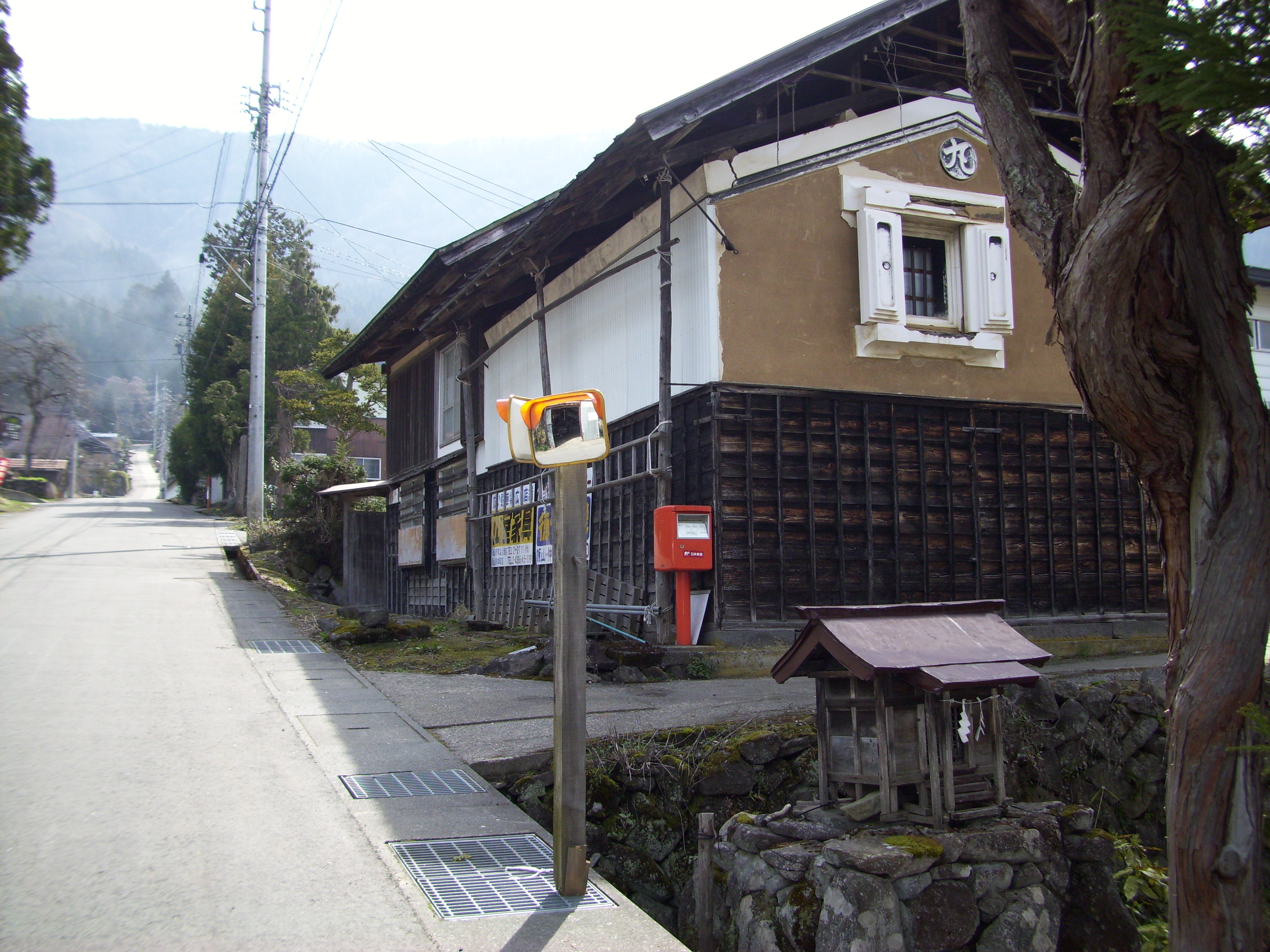
集落とカイド（小菅神社向き）
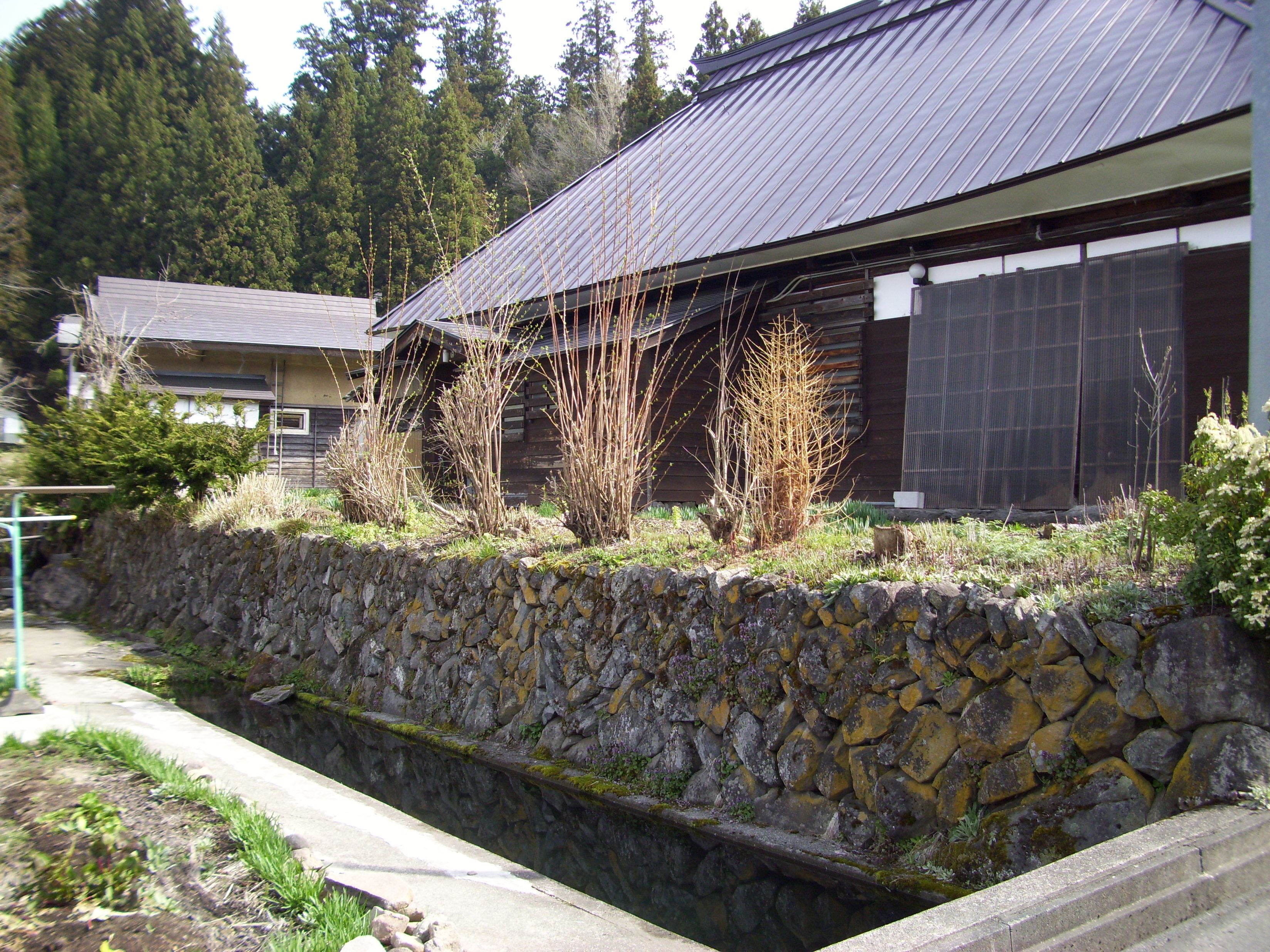
石垣とカワ（貯水池）
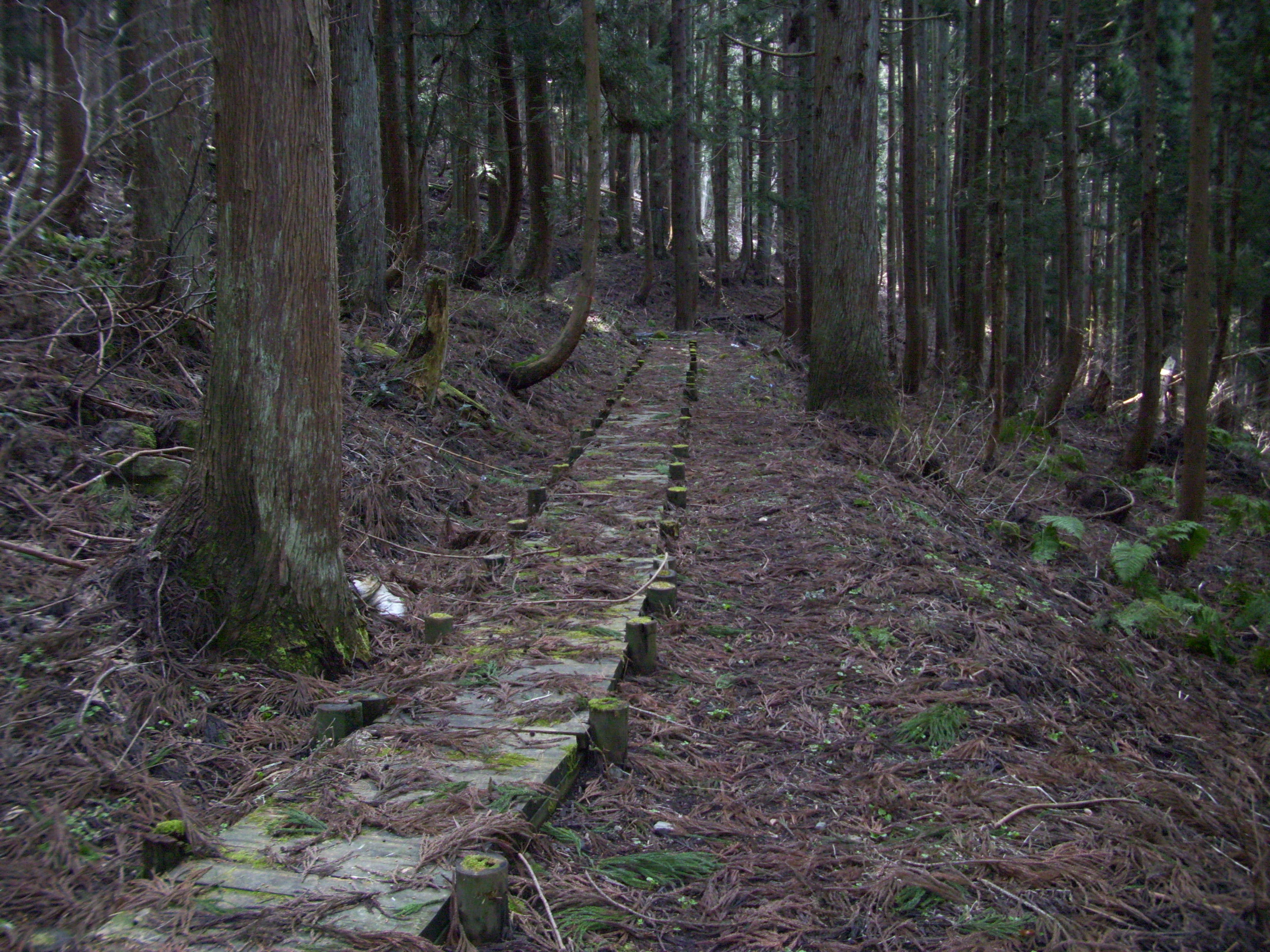
小菅神社参道を横切る内山用水
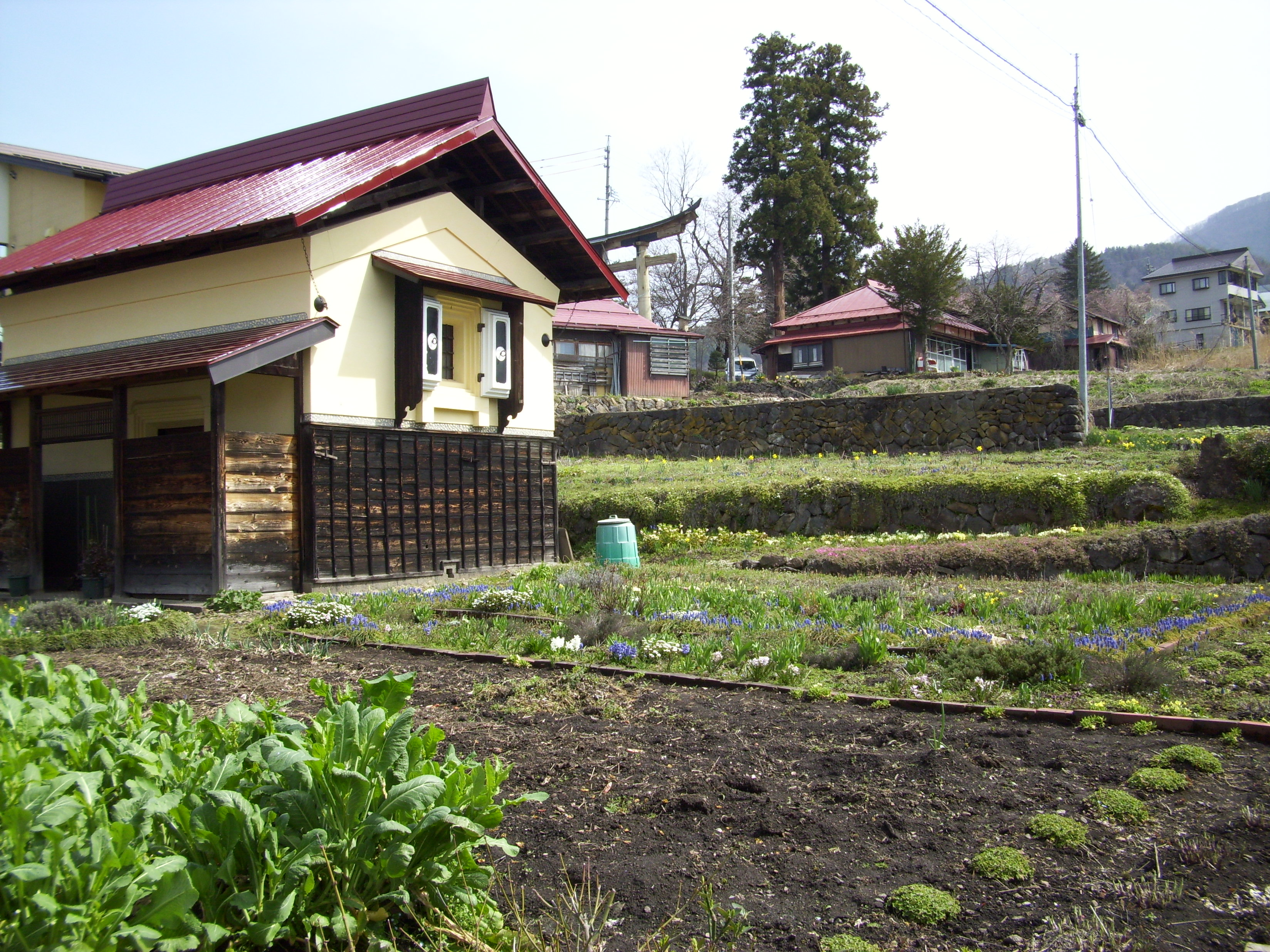
一の鳥居がある関沢地区
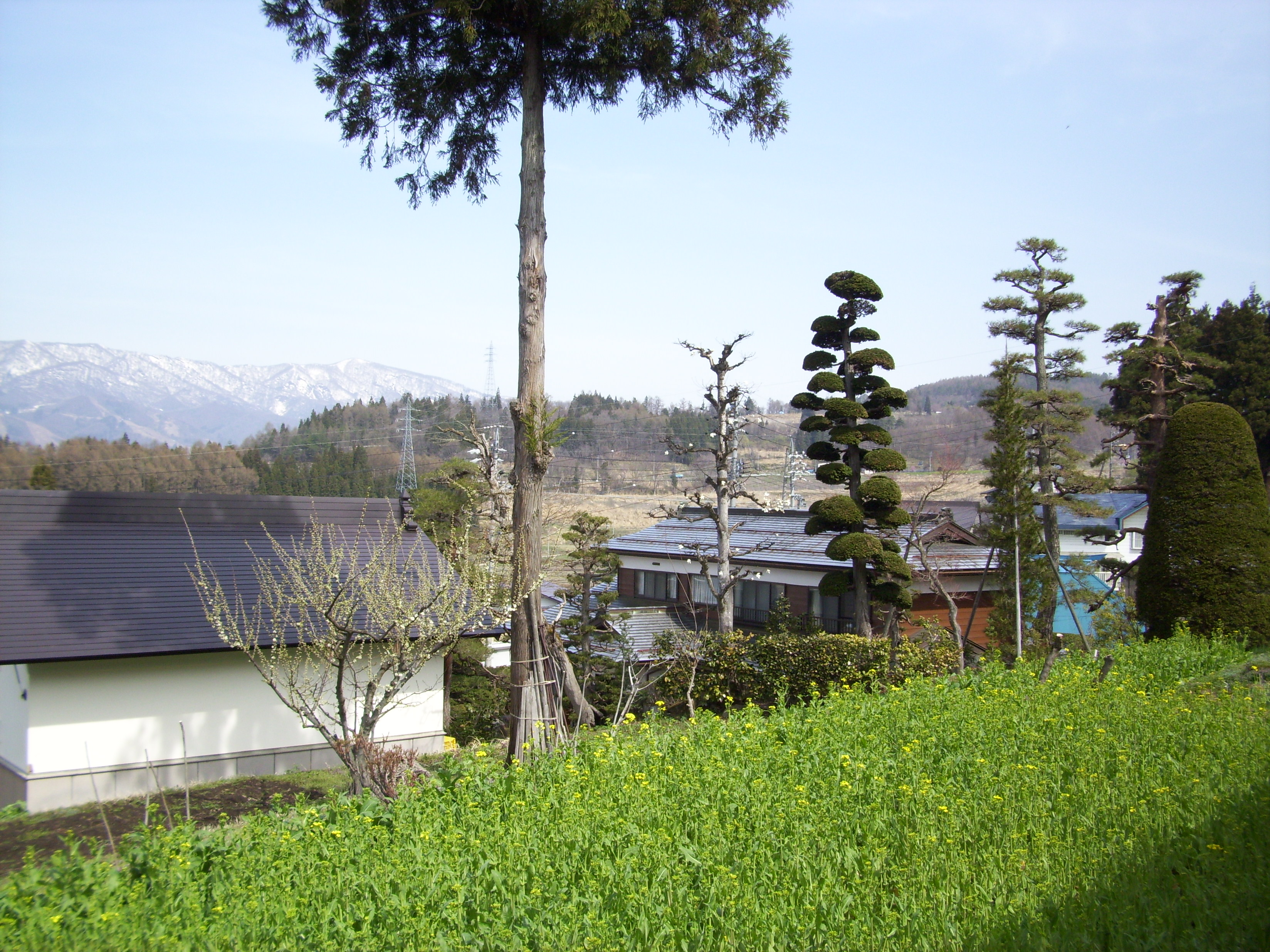
針田地区

## 交通
飯山線（JR東日本）飯山駅から長電バスの野沢温泉行きで25分、関沢バス停下車、徒歩10分。